# Gabi Albiero
Gabi Albiero (Louisville, 16 de enero de 2002) es una deportista estadounidense que compite en natación, especialista en el estilo libre. Es hermana del nadador brasileño Nicolas Albiero.
En los Juegos Panamericanos de 2023 obtuvo dos medallas de plata, en 50 m libre y en 4 × 100 m libre.
Estudió el grado de Mercadotecnia en la Universidad de Louisville.

## Palmarés internacional
| Juegos Panamericanos | Juegos Panamericanos | Juegos Panamericanos | Juegos Panamericanos |
| Año                  | Lugar                | Medalla              | Prueba               |
| -------------------- | -------------------- | -------------------- | -------------------- |
| 2023                 | Santiago (Chile)     | Medalla de oro       | 50 m libre           |
| 2023                 | Santiago (Chile)     | Medalla de plata     | 4 × 100 m libre      |